# Порцеланова копринка
Порцелановата копринка, наричана също чернилка, воловарка или само копринка (Coprinus comatus), е базидиева гъба от род копринки на семейство Печуркови (Agaricaceae).

## Характерни белези
- Гугла:

Шапката е висока от 8 до 14 cm с диаметър 3 до 6 cm. Първоначално е продълговато яйцевидна или цилиндрична, по-късно придобива звънчевидна форма. На цвят е порцелановобяла със светлокафяв качулат връх. Периферията е леко розова, по-късно виолетова, а при старите екземпляри чернееща до черна. Повърхността е радиално набраздена с широки охрени до светлокафяви керемидообразно наредени люспи. Ръбът първоначално е подвит навътре. Сраснал е с пънчето посредством ципесто частично покривало. По-късно започва да се изправя и да се набраздява. При най-старите екземпляри се извива леко навън и започва да загнива.
- Месо:

Месото е много тънко, меко и нежно. На цвят е бяло. При най-старите екземпляри почернява и се втечнява.
- Ламели:

Ламелите са нагъсто разположени. Широки до 10 mm. Свободни от пънчето. На цвят са бели, по-късно розови, виолетови и накрая почерняват и се втечняват.
- Споров прашец:

Спорите са елипсовидни или яйцевидни, гладки с тъмнокафяв цвят. Споровата течност е черна.
- Пънче:

Пънчето е с височина 10-20 cm и широчина 1-2 cm. Има нишковиден строеж. Жилаво е, кухо с цилиндрична форма. На цвят е копринено лъскаво с бял подвижен пръстен. Пръстенът е остатък от първоначалното частично покривало. В основата си има удебеление, което прилича на луковица.

## Събиране, съхранение и използване в кулинарията
Гъбата обича богата почва и расте върху тор, наторена почва в дворове, градини, ливади, пасища и др. от края на пролетта до края на есента (от май до ноември). Има много добри вкусови качества. Вкусът е приятен с характерен за повечето гъби аромат. Употребява се само в свежо състояние само в млада възраст преди още плодните тела да са потъмнели. Не е подходяща за консервиране чрез стерилизация и сушене. Може да се приготвя на супа, готвено ястие или пържена в олио, маргарин или краве масло. Гъбата няма отровен двойник.